# Церковь Петра и Павла (Старые Братушаны)
Церковь Святы́х Апостолов Петра́ и Па́вла — православный храм конца XIX века, находящийся в селе Братушаны. Памятник является одним из примеров позднего влияния деревянной культовой архитектуры на каменную.

## Расположение
Церковь расположена в центре с. Братушаны, примерно в 195 км к северу от Кишинёва.

## История
До основания церкви в селе Братушаны верующие собирались в церкви Святого Николая из соседнего села Купчинь. В начале XIX в. поступило предложение построить церковь в селе Братушаны. Для этого 16 июля 1822 г. сюда был направлен священник церкви села Пэскэуць Хотинского уезда Иоанн Евтушинский. Через несколько лет в заявлении от 5 марта 1829 г. священник жаловался иерарху Бессарабии, что с момента его назначения главой прихода «…владелец Иордаке Гафенко обещал построить церковь в селе, но через два года он скончался. Я обращался много раз к детям владельца, но материалы для постройки церкви до сих пор ещё не собраны. Потому как я в этом приходе без церкви нахожусь уже с 1822 г., прошу меня перевести в другой приход». По приказу архиепископа Дмитрия Сулимы священник Иоанн Евтушинский был переведён в церковь из села Белоусовка Хотинского уезда, а Братушанский приход был включён в состав прихода Купчинь.
В 1873 г. в Братушанах была построена каменная церковь Святого Петра и Павла и освящена 1 октября того же года. Её основателем был землевладелец Пётр Кузьминский, муж Анны Николаевны Гафенко, который за этот христианский поступок был захоронен вблизи святого места. Первым священником церковного прихода в Братушанах был Елисей Георгианов. В 1878 г. возле церкви была открыта приходская школа под управлением Фёдора Кошера. После выхода на пенсию Елисея в 1911 г. главой Братушанского прихода был назначен его сын Нил Георгианов. Он служил в приходе до 1919 г. В 1906 г. под руководством Анны Кузьминской внутри церкви был проведён ремонт. В межвоенный период в Братушанской церкви служили Митрофан Полянский, выпускник Духовной Семинарии, прибывший из Хотинского уезда в 1919 г., и Иоанн Симашкевич, также приехавший из Хотинского уезда. Последний ушёл на пенсию по состоянию здоровья 1 марта 1940 г.
1 июня 1940 г., по решению министерства № 23440, был основан приход в селе Новые Братушаны Бельцкого уезда; таким образом, приход села Брэтушень был разделён (но без увеличения бюджета). С 1945 по 1953 гг. в Братушанской церкви служил священник Иоанн Теодор Плачинтэ, а с 1954 г. — Михаил Николаевич Михайлюк. После закрытия в 1960 г. христианской церкви Петра и Павла коммунистические власти разместили в её здании в 1973 г. картинную галерею. В ней жители села могли ознакомиться с картинами таких художников, как В. В. Щербаков, А. А. Васильев и др., увидеть произведения передвижных выставок изобразительного искусства Молдавии, фотовыставок на атеистическую и патриотическую темы («На страже Родины», «Наша республика»). Вновь открылась церковь только в 1990 г. После ремонта церковь была освещена 5 декабря 1995 г. митрополитом Кишинёва и всей Молдовы Владимиром. Возглавлял тогда приход протоиерей Василий Яровой. С 2011 по 2016 гг. в церкви служили 3 священника: Василий Яровой, Виктор Бабисанда, Сергей Гросу. В 2017 г. остались при храме только первые двое. С 2023 г. настоятелем храма Святых Апостолов Петра и Павла является только протоиерей Виктор Бабисанда. При церкви есть Воскресная школа, которая начала свою деятельность в 2012 г.

## Архитектура
Центральная часть сооружения в плане крестообразная, симметричная. К ней примыкает с запада трехъярусная колокольня. Вход в церковь осуществляется с западной стороны через нижний ярус колокольни. Нижний ярус колокольни в плане квадратный, верхний — восьмигранный. Перекрытие шатровое с главкой луковичной формы. Архитектурно-пространственное решение центральной части храма аналогично шатровым перекрытиям деревянных храмов XVIII — начала XIX в. (Ходороуцы, Гыржавка), где над центральной частью наоса наподобие деревянного восьмиугольного шатра возвышается каменный купол с несвойственными камню наклоненными внутрь стенами.   В межвоенный период церковь имела 19 м в длину и 11.5 м в ширину, 8 двойных окон и 6 колоколов весом от 200 до 32 кг. Церковь была ограждена каменным забором и располагала 18 га земли. В 2012 г. началась капитальная реконструкция храма: усиление фундамента, штукатурка внутренних и наружных стен, полная замена крыши, куполов, окон, дверей, электричества, проведение газового отопления. В результате чего к 2022 г. церковь несколько видоизменилась.

## Священнослужители
Елисей Георгианов — первый священник православной церкви в с. Братушаны. Родился в 1843 г. в семье учителя Штефана Георгианова из села Сингурень Ясского уезда. В 1867 г. окончил Духовную Семинарию города Кишинёва. 26 июля 1867 г. архиепископ Кишинёвский и Хотинский Антоний назначил Елисея Георгианова священником церкви села Фэлешть. 1 декабря того же года он был переведён в церковь Святого Николая села Купчинь Ясского уезда. В 1873 г., после включения села Купчинь в Братушанский приход, служил уже в этой церкви. Он был лишён своих обязанностей 21 мая 1911 г.
Нил Георгианов — священник, род. в 1878 г., выпускник Кишинёвской Духовной Семинарии (1903). Служил в Братушанской церкви с 1911 по 1919 г. Сюда его перевели из прихода Брынзень, уезда Бэлць. Преподавал Закон Божий в местной двухклассной народной школе.
Иоанн Теодор Плачинтэ — священник, род. в 1896 г. в селе Поповка Аккерманского уезда. С 1908 по 1913 гг. учился в Кишинёвской Духовной Школе, с 1913 по 1919 — в Кишинёвской Духовной семинарии, а в 1920—1921 гг. исполнял функцию руководителя Единецкой Духовной школы. В 1921—1929 гг. он служил священником в приходе с. Малинешть Хотинского уезда. С 1929 до 1944 г. — с. Грушовец этого же уезда. В марте 1944 г. переселился в Румынию, где до мая 1945 г. был пастором церкви с. Николица из уезда Караш-Северин. После чего вернулся в Молдавию и был назначен священником в с. Братушаны, а в 1953 г. был переведён в село Стольничаны Братушанского района. В служебных актах, заполненных коммунистическими властями, он характеризуется, как «опасная персона для советского государства»
Михаил Николаевич Михайлюк — священник, род. в 1914 г. в с. Босяч Кобринского района Брестского региона (Белоруссия) В 1936 г. окончил польский правительственный гимназий гуманитарного направления. До 1941 г. проживал с родителями в родном селе. В 1941—1945 гг. работал в угольной шахте на Донбассе. В 1949 г. закончил Духовную Семинарию в Минске, после чего служил во многих приходах Минской Епархии. 2 ноября 1952 г. переведён в Кишинёвскую Епархию и назначен священником церкви из с. Украинка Каушанского района. В 1953 г. был переведён в церковь с. Липканы, а в мае 1954 г. — Братушанскую церковь.
Виктор Бабисанда — протоиерей молдавской православной церкви, родился 31 августа 1976 г. В 1994—1998 гг. проходил обучение в Одесской Духовной Семинарии. В 1999 г. был рукоположен в сан священника со служением на приход в Комратско-Кагульскую епархию в село Кайраклия, Тараклийского района. В 2007—2011 гг. служил в с. Александерфельд Кагульского района. В 2011 г. был переведён в Единецко-Бричанскую епархию, в с. Старые Братушаны настоятелем храма Святых Апостолов Петра и Павла, где находится по настоящее время. Жена — Наталья Бабисанда (20.02.1980). Дети: Серафима (26.07.2000), Сергей (06.03.2002).

## Историческая ценность
Влияние деревянного зодчества на каменное особенно заметно на каменных шатровых храмах, каким и является храм Святых Апостолов Петра и Павла. (Хотя в науке ведутся многочисленные споры относительно того, произошли ли каменные шатры от деревянных или наоборот). Памятник имеет национальную значимость и занесён в Регистр памятников Республики Молдова, охраняемых государством.

## Галерея

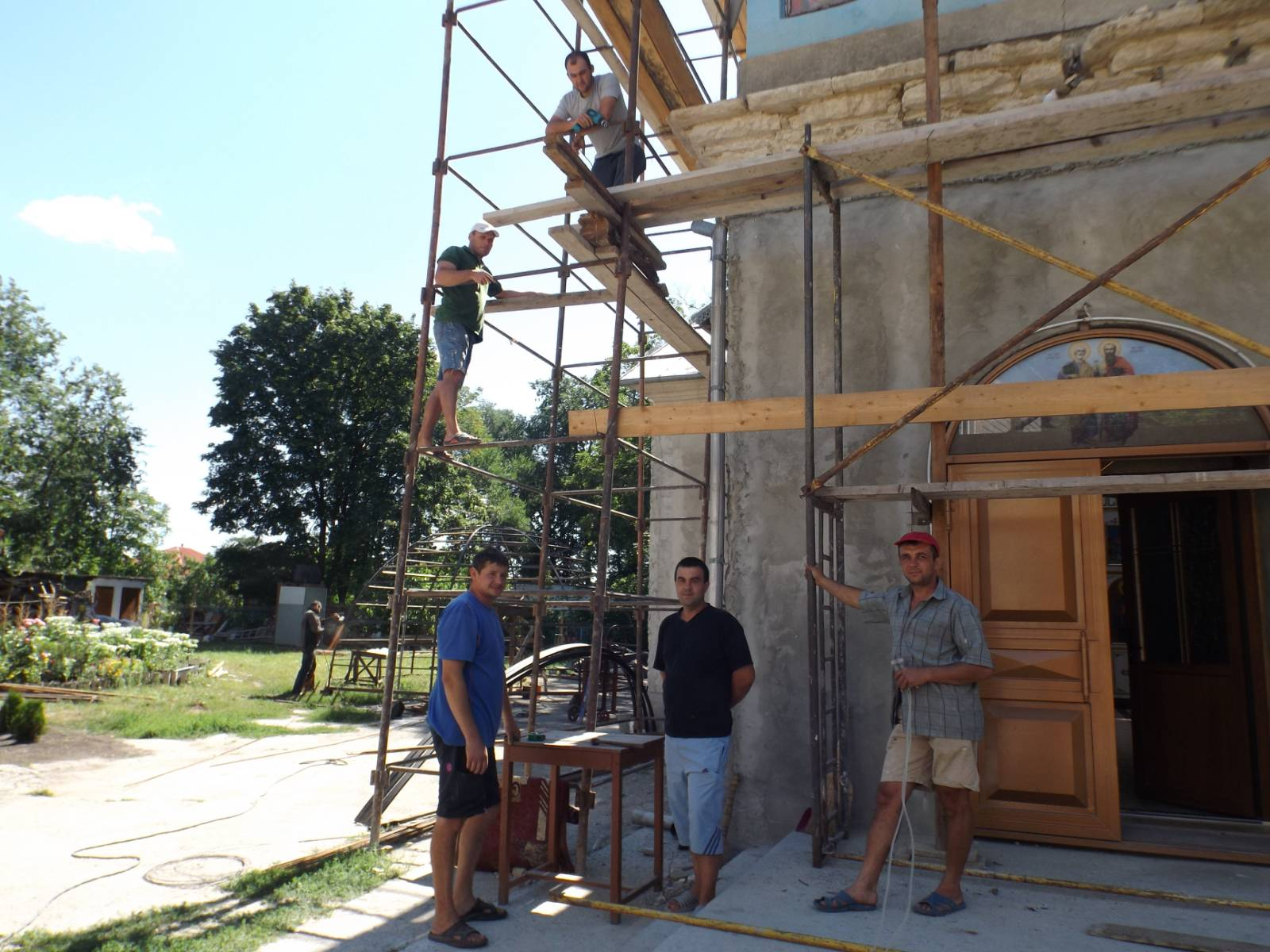
Церковь во время ремонта. Фото 2017
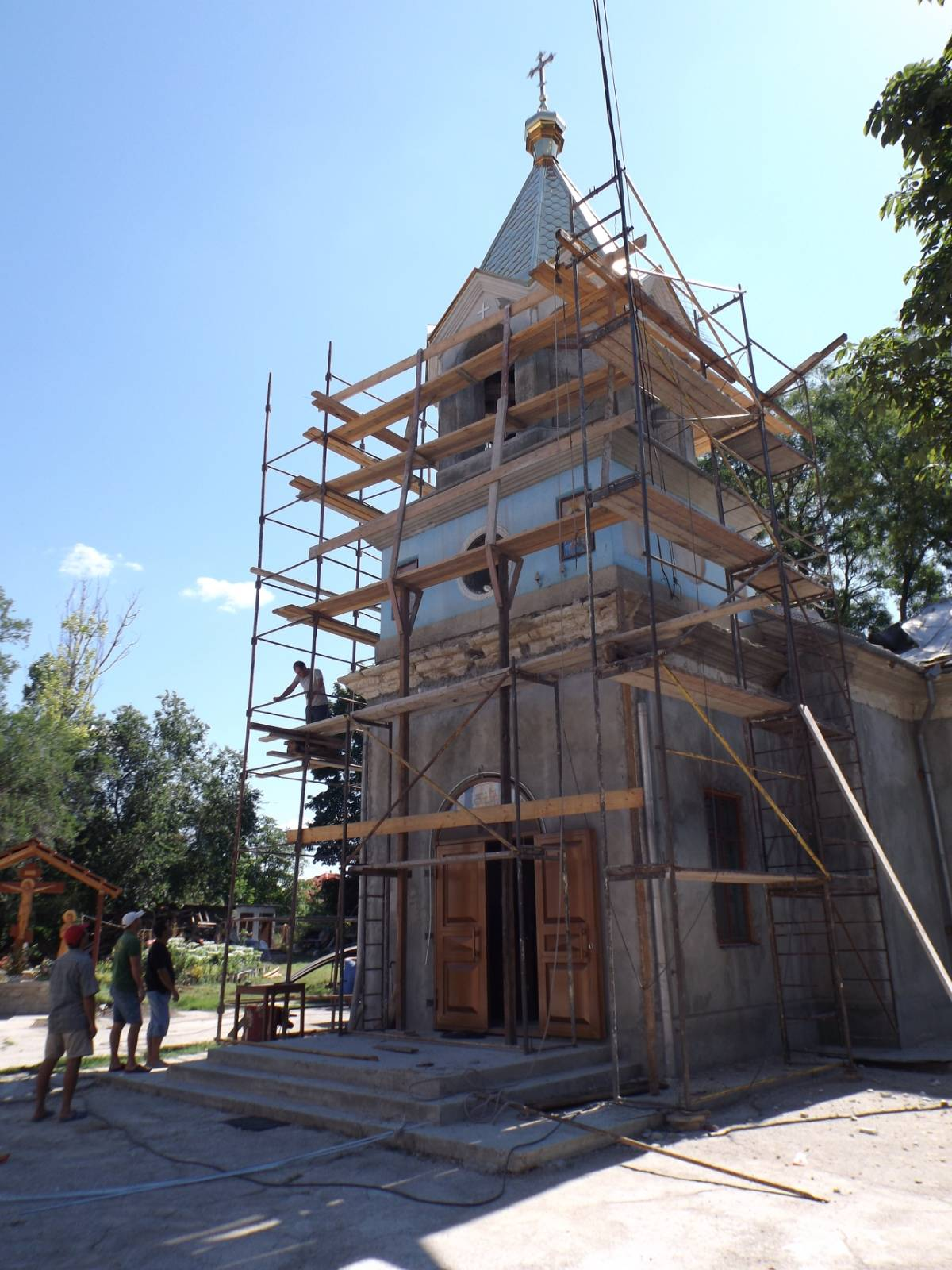
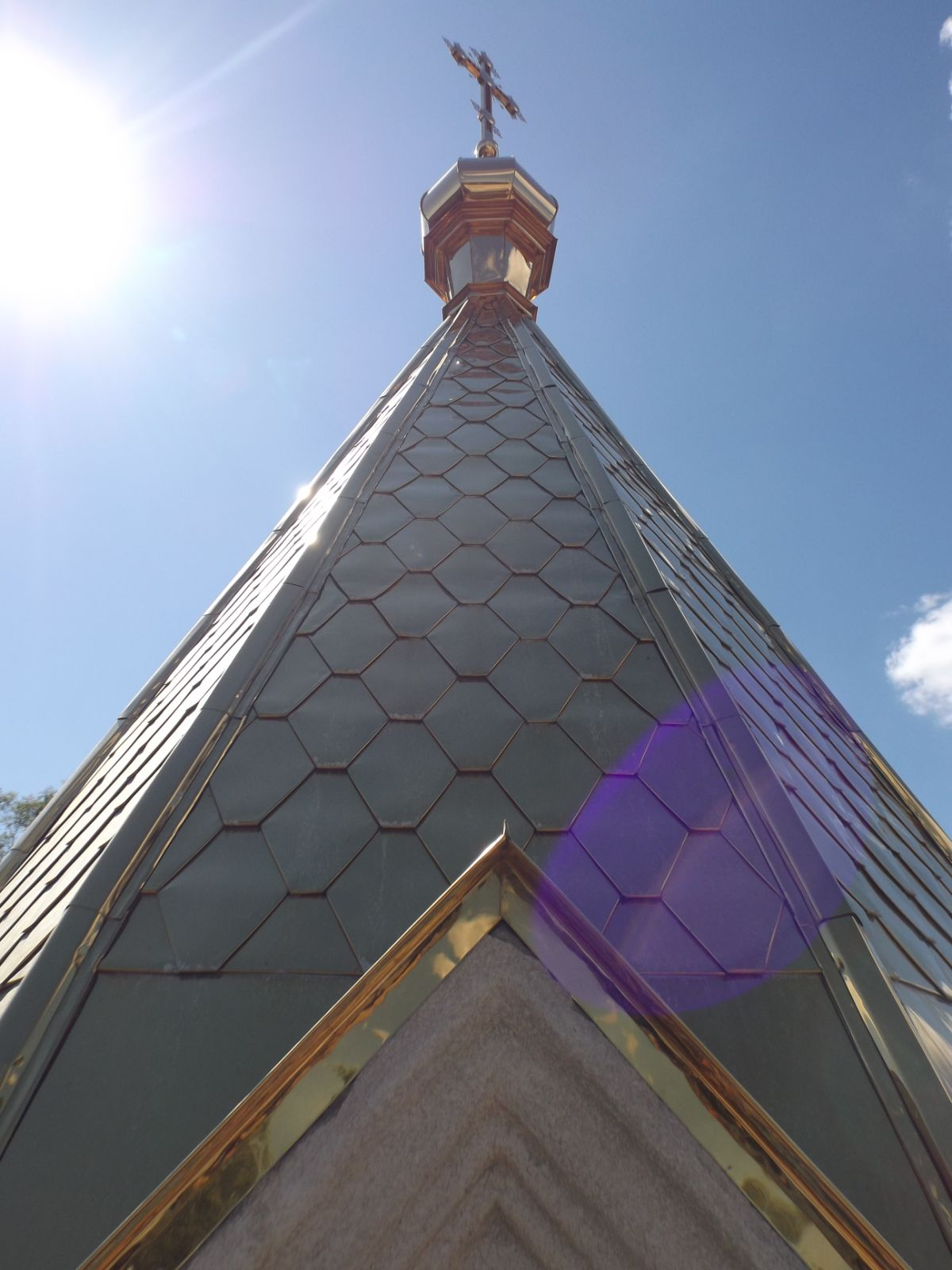
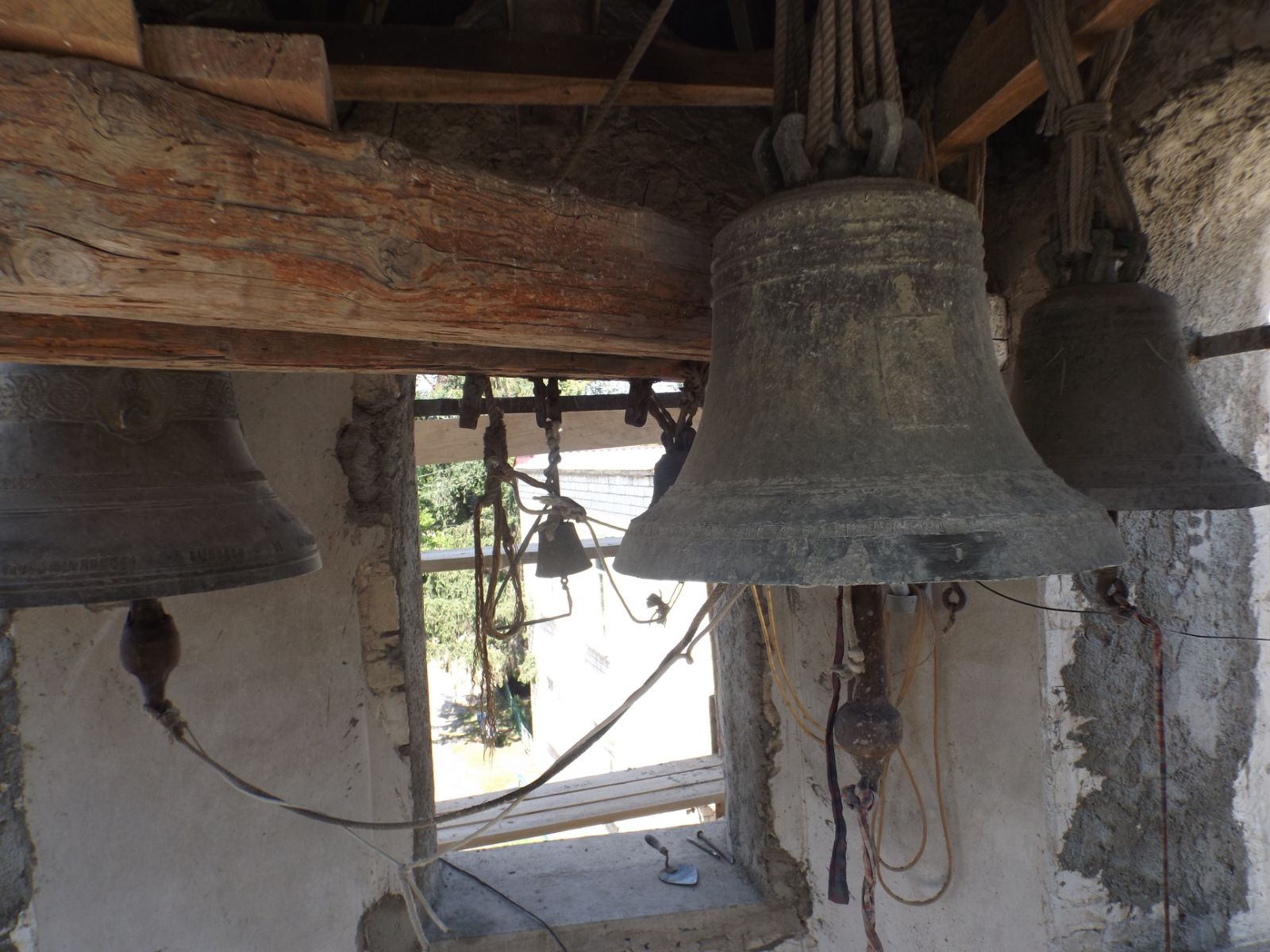
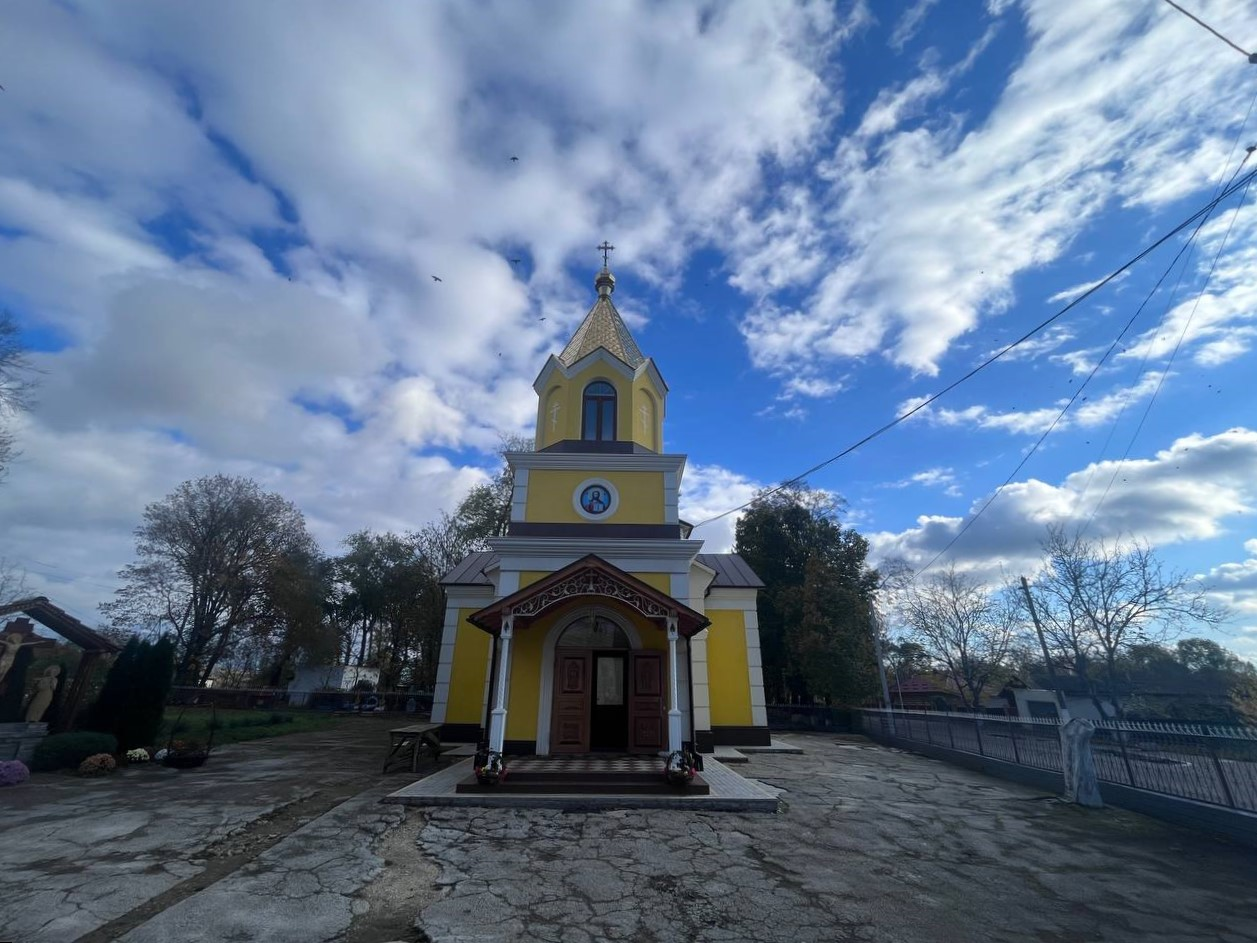
Церковь после ремонта. Фото 2023
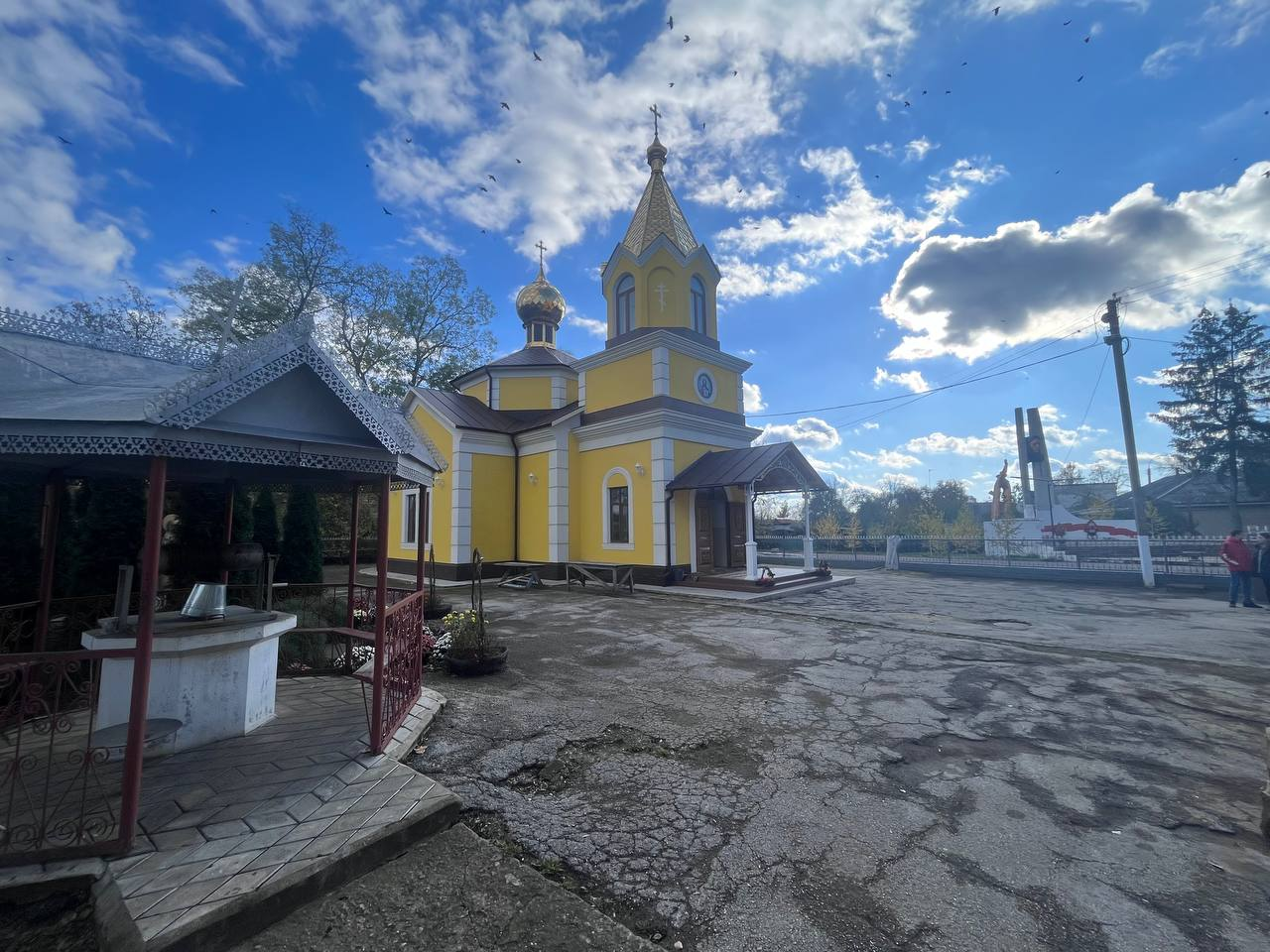
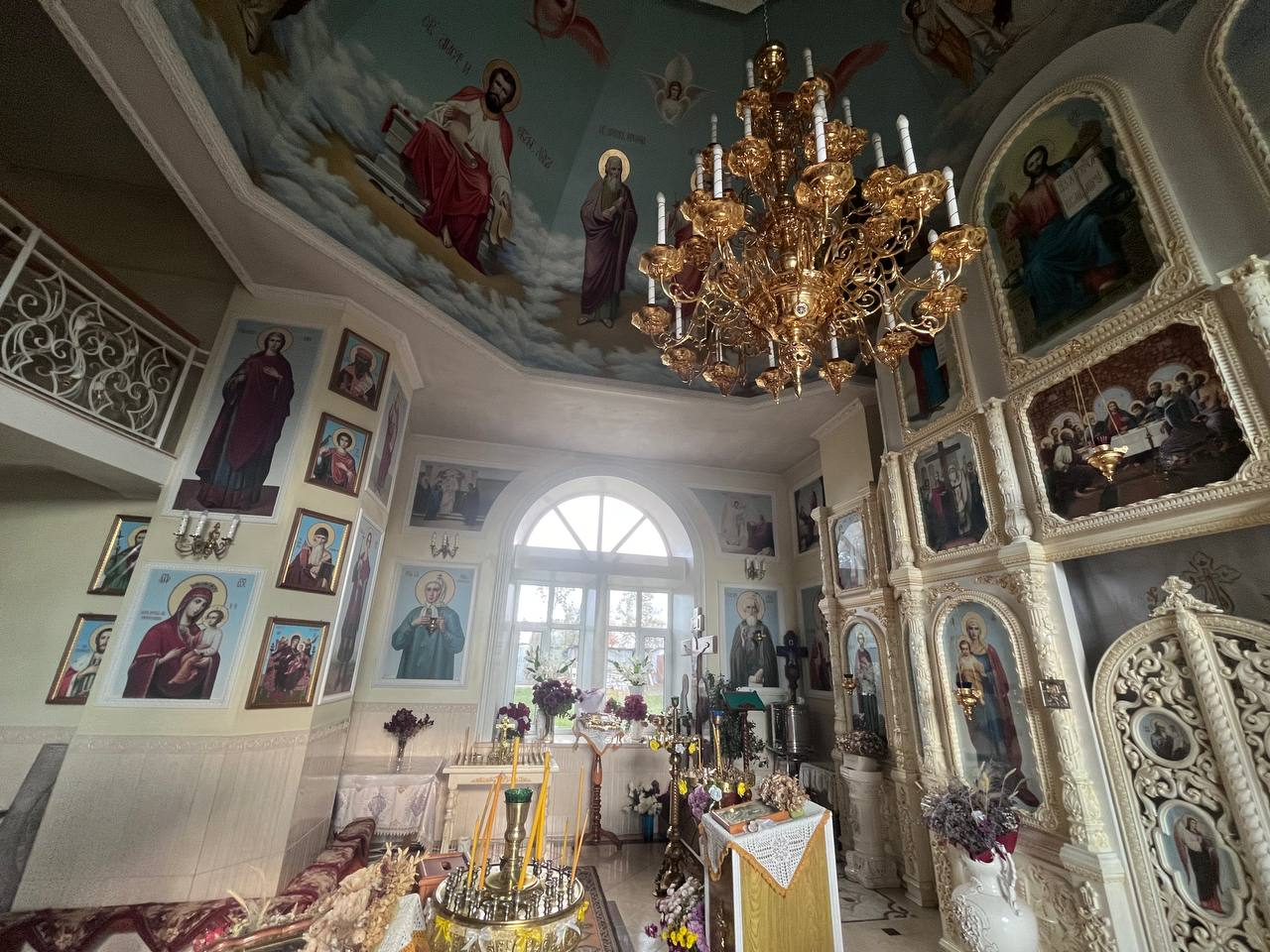
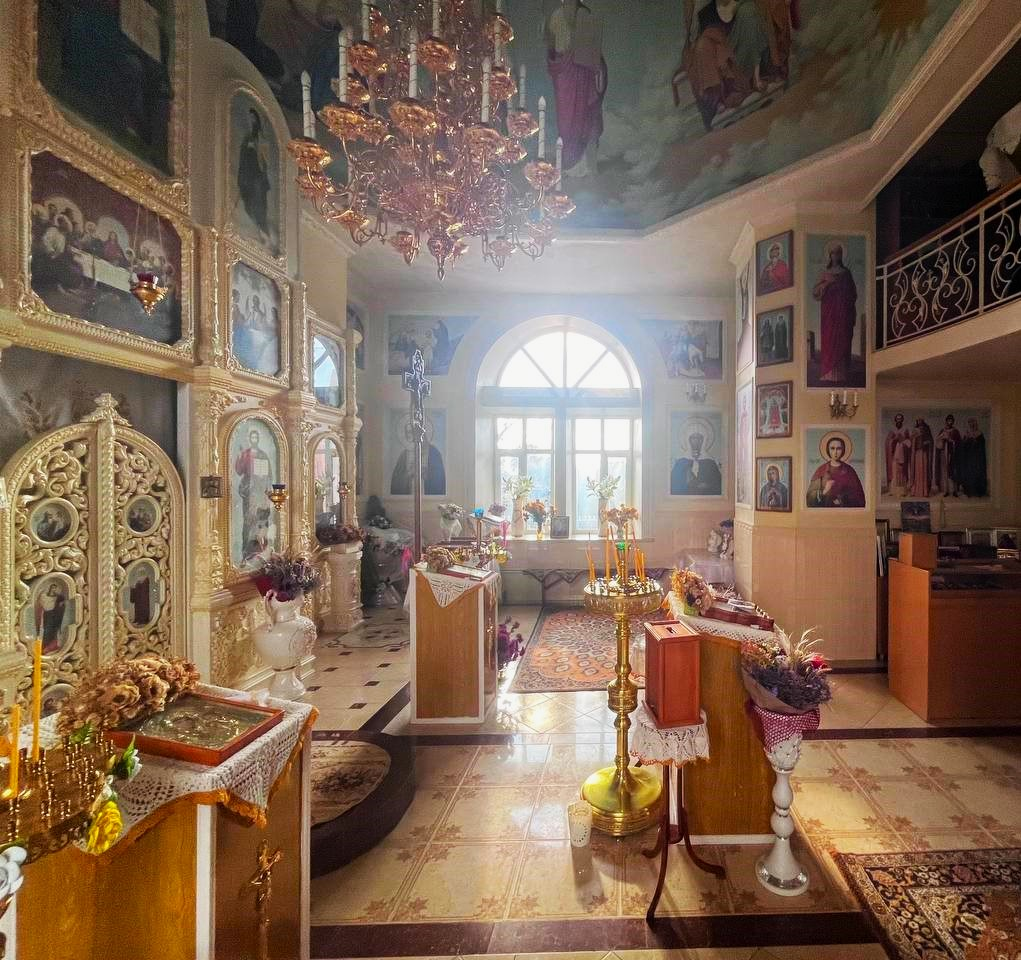
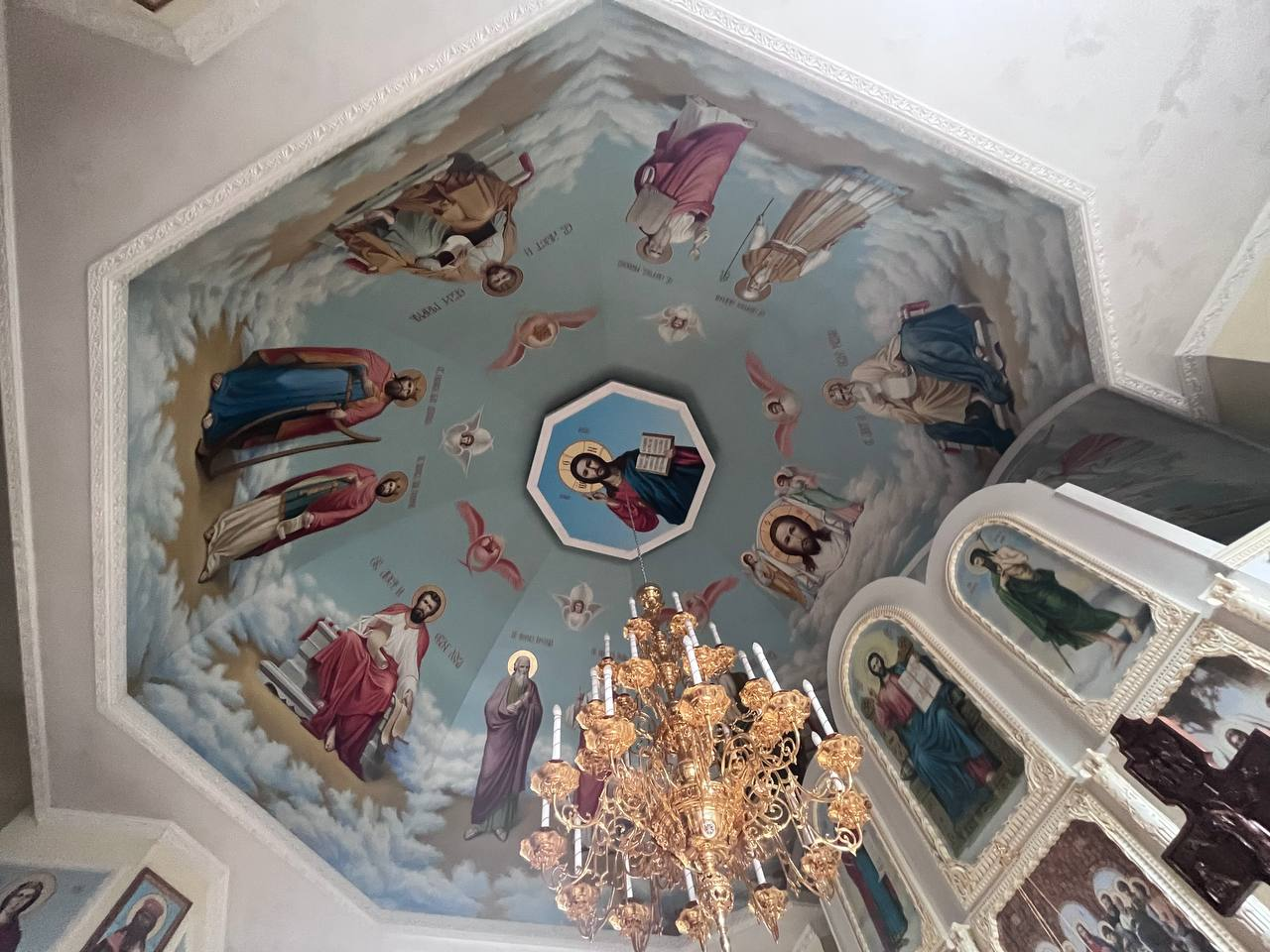